# Schloss Hainsbach

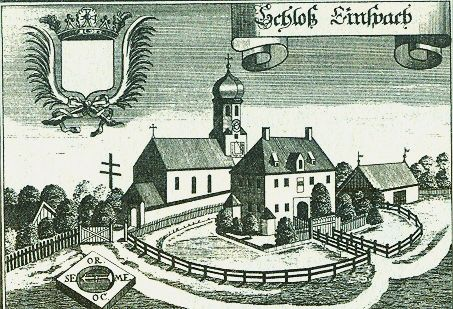
Schloss Hainsbach (Einsbach) nach einem Stich von Michael Wening von 1721

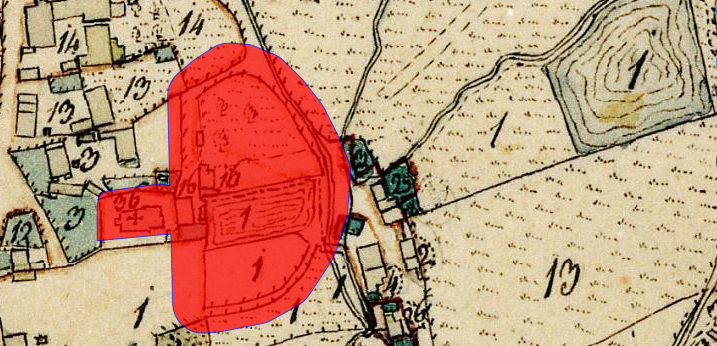
Lageplan von Schloss Hainsbach auf dem Urkataster von Bayern

Das abgegangene Schloss Hainsbach lag im gleichnamigen Gemeindeteil der Stadt Geiselhöring im niederbayerischen Landkreis Straubing-Bogen von Bayern. Die Anlage wird als Bodendenkmal unter der Aktennummer D-2-7140-0312 mit der Beschreibung „untertägige mittelalterliche und frühneuzeitliche Befunde im Bereich der Kath. Pfarrkirche St. Johannes d. T. sowie des ehem. mittelalterlichen Wasserburgstalls und des Schlosses der frühen Neuzeit in Hainsbach“ geführt. 

## Geschichte
Hainsbach war ein Lehen des Klosters Sankt Emmeram. Die erste urkundliche Nennung Hainsbachs stammt aus dem Jahre 1031 in einem Rotulus von Sankt Emmeram. Von einem Heinrich von Hainsbach wurde um 1200 berichtet; dieser war ein Enkel des Sankt Emmeramer Ministerialen Otto von Aiterhofen. Eine Burg ist in Hainlenspach erstmals im 13. Jahrhundert im Lehensbuch des Klosters Sankt Emmeram bezeugt; Wolfgang von Schierling war der erste bekannte Lehensinhaber der Hainsbacher Burg. Auch dort versuchten die Wittelsbacher, ihre Herrschaft auszudehnen, was ihnen zwischen 1229 und 1237 durch den Erwerb der Vogtei über den Ort auch gelang, wie aus dem ersten Herzogsurbar von 1235 hervorgeht. 1268 ist eine Schenkung des Ulrich von Abensberg als Schadenersatz für seine dem Kloster zugefügten Schäden belegt; vermutlich hatte damals das Kloster im Ort bereits eine Hofmark, denn das Kloster verfügte über die Burg, die Pertinenzen und das Gericht im Ort. 1263–1312 saß ein Mengkofer auf dem feodum (Lehen) Hainsbach. Am 16. November 1333 verlieh die Äbtissin Ofney (Elisabeth II. von Eschen) von Kloster Niedermünster dem Berthold von Hainsbach einen Wald bei Gingkofen. 1334 war ein Konrad der Mengkofer auf Hainsbach. Im gleichen Jahr belehnte der Abt Adalbert II. von Schmidmühlen den Heinrich Hauzendorfer mit der Feste Hainsbach; dieser hatte vermutlich eine Schwester des Konrad Mengkofer geheiratet. 1365 trat ein Schwichart Raschel von Hainsbach als Zeuge auf. Nach Heinrich Hauzendorfer kauften Albert Althaimer und Konrad der Altdorfer das Lehensrecht auf die Veste Hainsbach. Diesen folgten im Jahre 1337 Albrecht Althaimer und Friedrich der Achdorfer, dann deren Söhne Hans der Althaimer und Ulrich der Achdorfer. Am 14. Mai 1372 verkaufte Ulrich der Achdorfer den Sitz zu Hainsbach an Balduinus Geroldi, Notarius Provinciales inferioris Bauariae. 1382 war Konrad der Köllnbeck Kirchherr zu Hainsbach. Der herzogliche Pfleger in Niederbayern Hanns Landgraf von Hals zog dann den Sitz Hainsbach von dem Balduin Gerold ein, da dieser seine Schulden an den Herzog nicht bezahlte. Der Sitz wurde am 26. Juli 1385 an Karl den Rainer zu Rain verkauft. Erst 1396 wurde dieser auch von Abt Friedrich II. von Weidenberg mit Schloss, Gericht und Pertinenzen von Hainsbach und Haindling belehnt. Die Hofmark wurde dann 1402 an den Ritter Georgen Hutter zu Zulling verliehen. Dieser hatte die Besitzungen von Peter dem Rainer und seiner Mutter Elisabeth am 30. Oktober 1401 erworben. Bis 1466 blieben die Hutter als Landsassens auf „Hanisbach“. 1402 war Georg der Hutter Pfleger im Pfleggericht Kirchberg; Georg der Hutter junior siegelte im Jahre 1422 den Brief des Peter Schmied in Hainsbach. Er hinterließ eine einzige, noch minderjährige Tochter namens Magdalena.
1467 verkauften Jörg Aheim zu Hagenau und Ulrich Zehner als Vormünder über den Hutter’schen Besitz in Hainsbach diesen an Adam Kastner zu Mötzing, Pfleger zu Donaustauf. 1464 wurde allerdings im Kirchberger Steuerbuch ein Hermsdorfer als Inhaber der Hofmark angeführt. Die Kastner sind aber bis 1565 dort bezeugt: Adam Kastner (1467, 1471, 1494), Sigmund Castner (1504, 1511), Collmann und Gabriel Kastner zu Hainsbach und Haindling (1514), Sigmund Castner (1524–1533), Gabriel Castner zu Hainsbach (1539), Gabriel Kastner (1549–1558). Am 17. August 1565 stirbt mit Gabriel Kastner von Hainbach, Haindling und Nutting der Letzte dieser Familie zu Hainsbach. 1566 erschien ein Hans Dietrich Kolb zu Hainsbach, ein Neffe des Gabriel Kastner. Er hinterließ († 5. Juli 1565) einen minderjährigen Sohn namens Hieronymus. Dies löste einen Streit zwischen dem Kloster Sankt Emmeram und der bayerischen Regierung aus. Drei Tage nach dem Tod des Kastners besetzte der Abt von Sankt Emmeram, Blasius Baumgartner, mit seinem Kanzler und neun Reitern den Ort Hainsbach. Gegen den Einspruch des Klosters wurde auf Regierungsbeschluss Georg Ettlinger, der zweite Gemahl der letzten Kastnerwitwe, am 24. Oktober 1566 als Pfandinhaber der Hofmarken Hainsbach und Haindling eingesetzt. Nach jahrelangem Streit mussten die Vormünder des Hieronymus Kolb am 8. März 1575 den gesamten Besitz an das Kloster Sankt Emmeram verkaufen. Das Kloster konnte mit einer beträchtlichen Zahlung die Gefahr der Bildung eines weltlichen Adelssitzes im Ort beseitigen. Durch die Einsetzung eines Propstes wurde die Hofmark in eine Propstei umgewandelt.
Das Schloss zu Hainsbach wurde im Jahre 1609 auf Veranlassung von Abt Hieronymus II. neu erbaut. Über dem Eingang des Schlosses wurde das Wappen des Abtes angebracht. Zum Schloss gehörte auch eine Schlossökonomie mit Wohnhaus und weiteren Gebäuden. Während des Dreißigjährigen Krieges zog das Heer von Herzog Maximilian in die umgebenden Dörfern ein. Das Schloss musste für neun Wochen einen Hauptmann, einen Fähnrich und einige Adelige aufnehmen. Da Regensburg von Schweden bedroht wurde, wurde der Sankt Emmeramer Kirchenschatz nach Hainsbach gebracht. Das Schloss wurde beim ersten Einfall der Schweden ins Kleine Labertal im Mai 1632 von den Schweden geplündert, die Bauern wurden ausgeraubt und viele Höfe niedergebrannt. Noch um 1650 lagen rund ein Viertel der Hainsbacher Höfe und Anwesen öd und ruiniert danieder. Während des Spanischen Erbfolgekrieges war die Gegend bis Geiselhöring, Sallach und wohl auch Hainsbach von den Österreichern besetzt. Am 24. Oktober 1704 wurde das Schloss von Freipartheygängern (Plünderer) überfallen, vermutlich um den Propstrichter Johann Michael Niederhuber als Geisel zu nehmen. Der Propstrichter konnte sich nur durch einen Sprung aus dem Fenster in den Schlossweiher retten. Zum Dank für sein Entkommen ließ er den Vorfall auf einer Votivtafel festhalten, die er der Wallfahrtskirche Haindling stiftete. Auf dieser Votivtafel ist das 1609 neu erbaute Schloss Hainsbach in Farbe dargestellt. 1783 ließ Abt Frobenius im Schlossbereich einen Getreidekasten aus Backsteinen errichten. Westlich an den Getreidekasten wurde ein Stadel angebaut, der bis zur Straße reichte. Damals war der Schlosshof mit einer rund 0,8 Meter dicken Mauer umgeben.
Bis zur Säkularisation 1802 blieb Hainsbach im Besitz von Kloster Sankt Emmeram, das dort auch die Hofmarksgerechtigkeit ausübte. Im Dezember 1802 kommt Hainsbach an den Erzchurkanzler und Erzbischof Karl Theodor von Dalberg. Ab dem Jahre 1808 wurde die Gemeinde Hainsbach als unterste Verwaltungsbehörde mit einem Gemeindevorsteher an der Spitze geschaffen. 1810 fiel der Dalberg’sche Besitz an den Staat. 1814 kaufte Maximilian Joseph Graf von Montgelas den Schlosskomplex Hainsbach mitsamt der Ökonomie. Im gleichen Jahr wurde das Hainsbacher Schloss abgebrochen und alle Steine wurden verkauft. 1835 erwarb Fürst von Thurn und Taxis das Landgut Hainsbach von Graf Montgelas. Weitere Besitzer von Hainsbach waren 1872 die Fürsten Maximilian von Thurn und Taxis und 1887 dessen Bruder Albert Maria Lamoral.

## Aussehen
Auf dem Votivbild des Johann Michael Niederhuber von 1704 zum Gedenken an den Hainsbacher Sprung erscheint das Schloss als ein zweigeschossiger Bau mit zwei runden Ecktürmen, die mit Kuppeln bedeckt sind. Nach dem Stich von Michael Wening sind nur noch zwei niedrige Türmchen zu erkennen. In dem Walmdach sind mehrere Dachgauben eingebaut. Das Schloss ist von einem Wassergraben umgeben, der von einer einfachen Holzbrücke überspannt wird und zu einem hohen Portal führt; unmittelbar daneben ist die Pfarrkirche von Hainsbach zu erkennen. Von dem Schloss ist nichts mehr erhalten.